# Мейплвуд (Нью-Джерсі)
Мейплвуд (англ. Maplewood) — селище (англ. village) в США, в окрузі Ессекс штату Нью-Джерсі. Населення — 25 684 особи (2020).

### Клімат
| Клімат : Мейплвуд     | Клімат : Мейплвуд | Клімат : Мейплвуд | Клімат : Мейплвуд | Клімат : Мейплвуд | Клімат : Мейплвуд | Клімат : Мейплвуд | Клімат : Мейплвуд | Клімат : Мейплвуд | Клімат : Мейплвуд | Клімат : Мейплвуд | Клімат : Мейплвуд | Клімат : Мейплвуд | Клімат : Мейплвуд |
| Показник              | Січ.              | Лют.              | Бер.              | Квіт.             | Трав.             | Черв.             | Лип.              | Серп.             | Вер.              | Жовт.             | Лист.             | Груд.             | Рік               |
| Середній максимум, °C | 3,9               | 5,6               | 10,6              | 16,7              | 22,2              | 27,2              | 30,0              | 28,9              | 25,0              | 18,9              | 12,8              | 6,7               | 17,4              |
| Середній мінімум, °C  | −7,8              | −6,7              | −1,7              | 3,3               | 8,9               | 13,9              | 16,7              | 16,1              | 11,7              | 4,4               | 0,6               | −4,4              | 4,6               |
| Норма опадів, мм      | 105               | 76                | 106               | 107               | 120               | 112               | 120               | 120               | 128               | 106               | 112               | 98                | 1311              |
| --------------------- | ----------------- | ----------------- | ----------------- | ----------------- | ----------------- | ----------------- | ----------------- | ----------------- | ----------------- | ----------------- | ----------------- | ----------------- | ----------------- |
| Джерело:              |                   |                   |                   |                   |                   |                   |                   |                   |                   |                   |                   |                   |                   |

## Демографія
Згідно з переписом 2010 року, у селищі мешкало 23 867 осіб у 8240 домогосподарствах у складі 6285 родин. Було 8608 помешкань
Расовий склад населення:
| - 56,3 % — білих - 35,3 % — чорних або афроамериканців - 3,0 % — азіатів - 0,2 % — корінних американців - 1,8 % — осіб інших рас |

До двох чи більше рас належало 3,4 %. Частка іспаномовних становила 6,7 % від усіх жителів.
За віковим діапазоном населення розподілялося таким чином: 28,3 % — особи молодші 18 років, 60,7 % — особи у віці 18—64 років, 11,0 % — особи у віці 65 років та старші. Медіана віку мешканця становила 39,6 року. На 100 осіб жіночої статі у селищі припадало 90,6 чоловіків; на 100 жінок у віці від 18 років та старших — 85,4 чоловіків також старших 18 років.
Середній дохід на одне домашнє господарство становив 157 968 доларів США (медіана — 118 242), а середній дохід на одну сім'ю — 176 314 долари (медіана — 144 383). Медіана доходів становила 84 827 доларів для чоловіків та 74 569 доларів для жінок. За межею бідності перебувало 5,1 % осіб, у тому числі 5,8 % дітей у віці до 18 років та 6,4 % осіб у віці 65 років та старших.
Цивільне працевлаштоване населення становило 11 955 осіб. Основні галузі зайнятості: освіта, охорона здоров'я та соціальна допомога — 27,4 %, науковці, спеціалісти, менеджери — 21,0 %, фінанси, страхування та нерухомість — 9,7 %, роздрібна торгівля — 7,4 %.